# Laudakia pakistanica
Espèce
Synonymes
- Agama pakistanica Baig, 1989

Laudakia pakistanica est une espèce de sauriens de la famille des Agamidae.

## Répartition
Cette espèce se rencontre dans le nord-ouest de l'Inde et dans le nord du Pakistan.

## Liste des sous-espèces
Selon The Reptile Database (3 mai 2012) :
- Laudakia pakistanica auffenbergi Baig & Böhme, 1996
- Laudakia pakistanica khani Baig & Böhme, 1996
- Laudakia pakistanica pakistanica (Baig, 1989)

## Étymologie
Cette espèce est nommée en référence au lieu de sa découverte, le Pakistan. la sous-espèce Laudakia pakistanica auffenbergi est nommée en l'honneur de Walter Auffenberg et la sous-espèce Laudakia pakistanica khani est nommée en l'honneur de Muhammad Sharif Khan.

## Publications originales
- Baig, 1989 : A new species of Agama (Sauria: Agamidae) from northern Pakistan. Bulletin of the Kitakyushu Museum of Natural History, no 9, p. 117-122 (texte intégral).
- Baig & Böhme, 1996 : Description of two new subspecies of Laudakia pakistanica (Sauria: Agamidae). Russian Journal of Herpetology, vol. 3, no 1, p. 1-10.